# Balthasar Anton Dunker

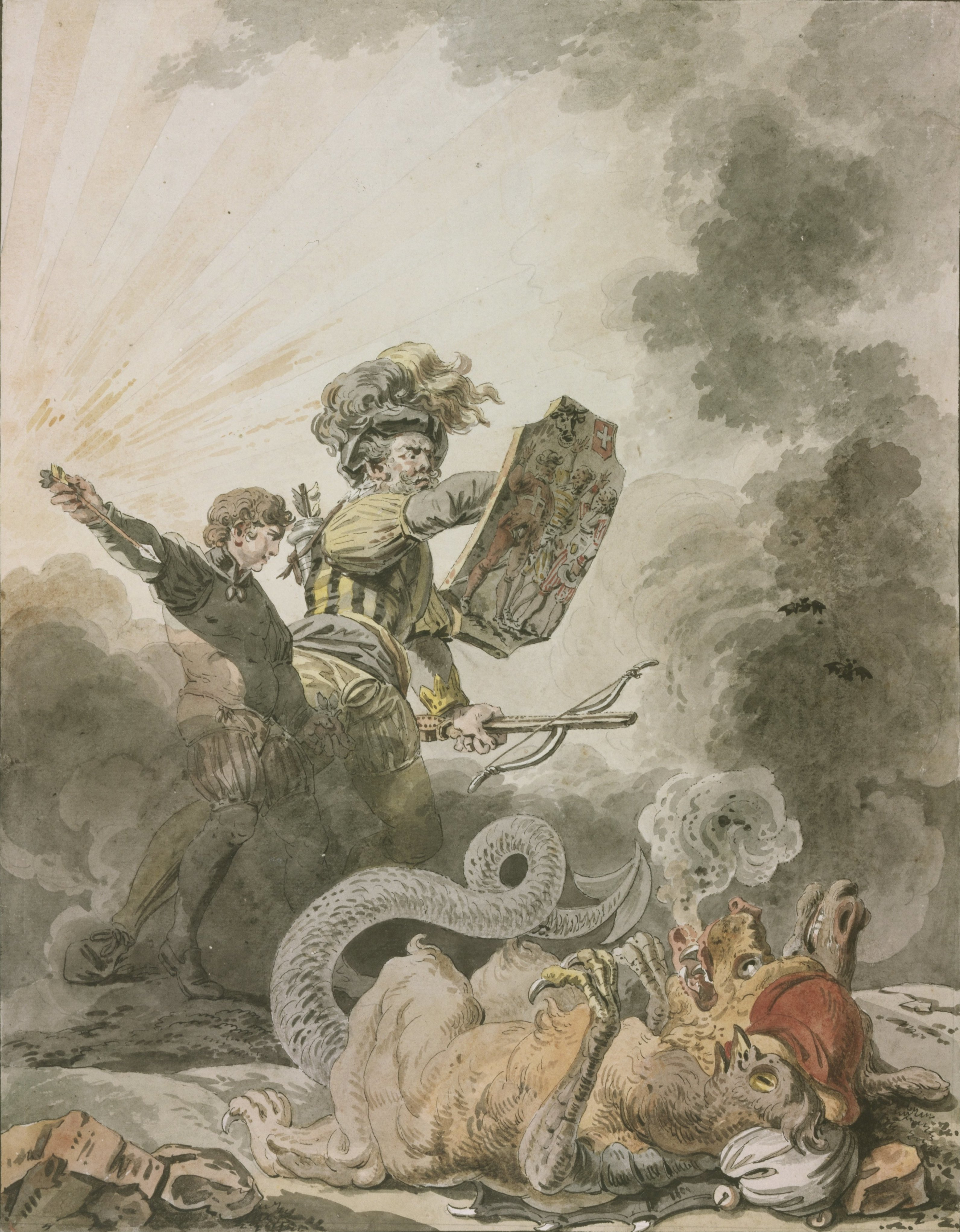
Wilhelm Tell bekämpft die Revolution av Balthasar Anton Dunker (1798).

Balthasar Anton Dunker, född 15 januari 1746, död 2 april 1807, var en tysk-schweizisk konstnär.
Dunker föddes i Svenska Pommern som svensk undersåte, men bosatte sig senare i Bern, där han framträdde som landskapsmålare och illustratör, främst som etsare. Han utförde illustrationer till Albrecht von Hallers diktsamlingar och en rad andra arbeten, utgav litterära arbeten samt omkring 1800 flera humoristiska bilderböcker, såsom Die verkehrte Welt in Sinnbildern. För naturkänslans genombrott vid 1700-talets slut blev Dunkers verksamhet av betydelse.